# Stade municipal de Kénitra
 (avril 2025).
Si vous disposez d'ouvrages ou d'articles de référence ou si vous connaissez des sites web de qualité traitant du thème abordé ici, merci de compléter l'article en donnant les références utiles à sa vérifiabilité et en les liant à la section « Notes et références ».
Le stade municipal de Kénitra (en arabe : الملعب البلدي بالقنيطرة) est un stade de football situé dans la ville de  Kénitra au Maroc. C'est l'enceinte du KAC de Kénitra ainsi que de la Renaissance de Kénitra. Il est également situé près du Tennis Club de Kénitra (TCK).

## Histoire
Inauguré en 1941, le stade Municipal de Kénitra peut accueillir jusqu'à 15 000 spectateurs en places assises. En plus des matches du KAC et de la RSK, plusieurs matches de l'équipe nationale du Maroc s'y sont déroulés.
En juillet 2008 est installée une pelouse artificielle homologuée par la FIFA dans le cadre du projet "Gagner en Afrique pour l'Afrique".

## Moyen d'accès
Le stade se trouve à proximité de l'autoroute A5 (sortie Kénitra Centre). Il est par ailleurs desservi par plusieurs lignes de bus dont les lignes 2 et 13.

## Projet d'agrandissement
Devenu trop étroit pour accueillir les fans du KAC, un projet d'agrandissement du stade est prévu, avec notamment la construction de tribunes latérales qui porterait la capacité du stade à 30 000-40 000 places.
La pelouse passe du synthétique au gazon en 2016.